# گرد آندرس

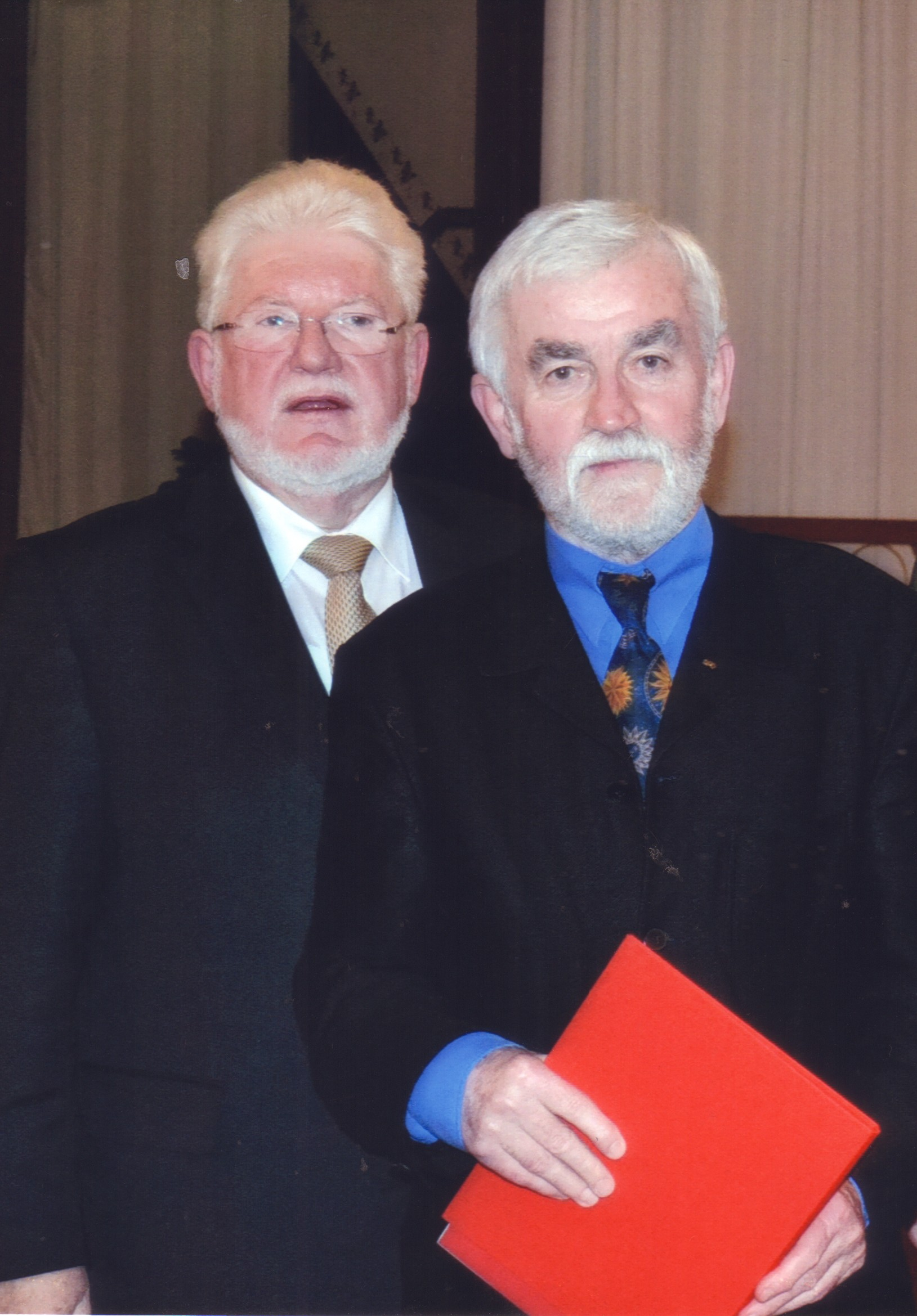
نگاره‌ای از گرد آندرس (نفر پشتی، با عینک) - ۲۰۱۵

گرد آندرس (انگلیسی: Gerd Andres) سیاست‌مدار اهل آلمان است.